# Мозес Горовіц
Мозес Горовіц (27 лютого 1844, Станіслав, Королівство Галичини і Володимирії,  Австро-Угорщина -  4 березня 1910, Нью-Йорк, США) - єврейський драматург. 

## Біографія
Народився 27 лютого 1844 року в Станіславі на Прикарпатті.   Отримавши класичну єврейську освіту, він вивчав німецьку мову і поїхав до Бухареста. У 1876 році він заснував там єврейський театр, і з тих пір був пов'язаний з єврейською сценою.  Горовіц поїхав до Нью-Йорка в 1884 році, взявши з собою власну компанію.
Після успіху п'єси 1904 року «Бен Хадор» він втратив всі свої гроші на невдалому підприємстві в 1905 році, щоб представити грандіозну оперу на їдиш у Віндзорському театрі, на Бауері  незабаром після цього, він був вражений паралічем і прожив свої останні роки в будинку Монтефіоре, де і помер  4 березня 1910р. 
Похований на кладовищі Вашингтона в Брукліні, Нью-Йорк. 

## Вибрані твори
- "Das Polishe Yingel"
- "Schlome Chochom"
- "Kuzri"
- "Chochmath Noshim"
- "Ben Hador"
- "Yetziath Mizraim"
- "Tissa Eslar" [2]

## Галерея

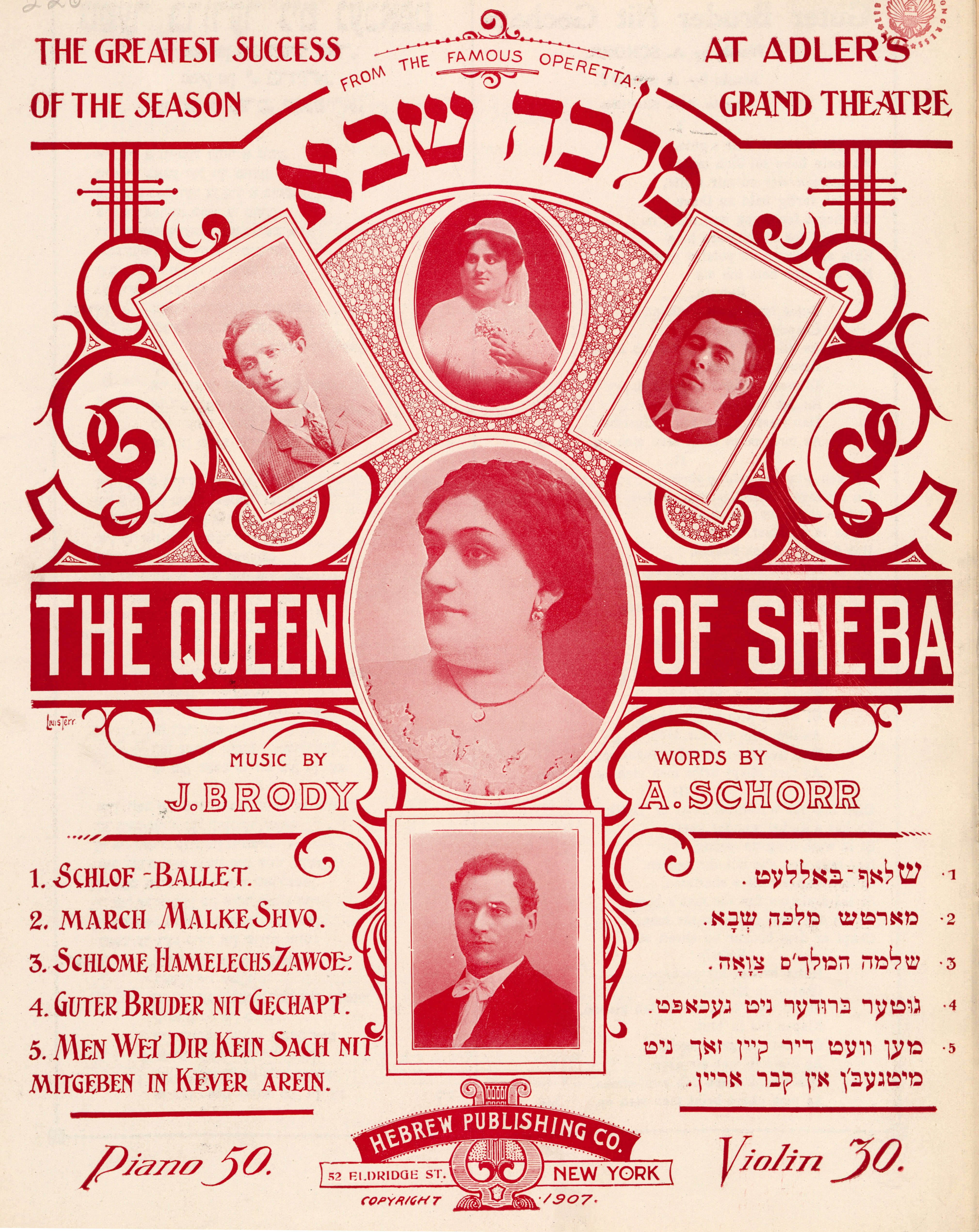
Malke Shvo
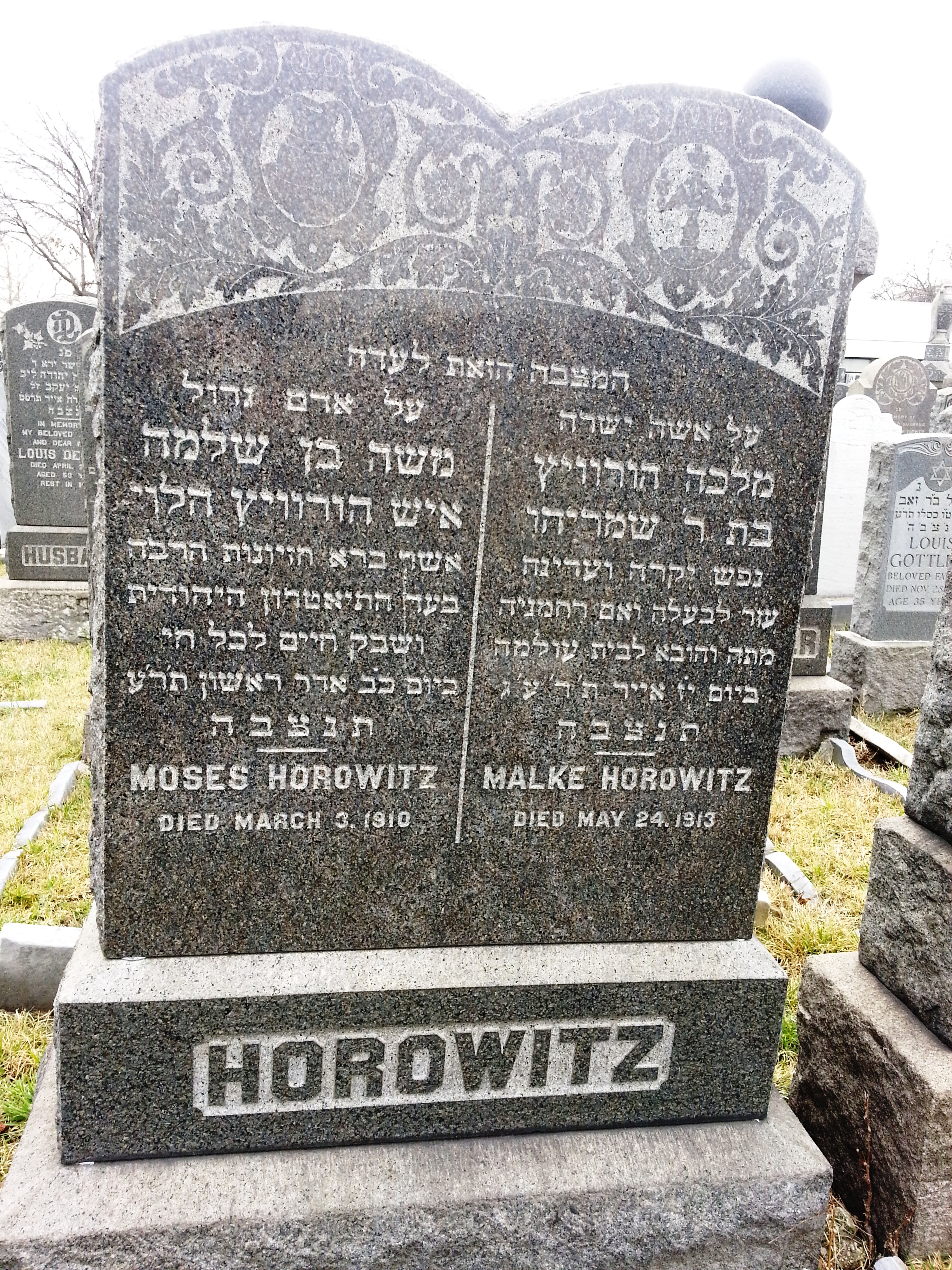
надгробна плита